# تظليل كرتوني

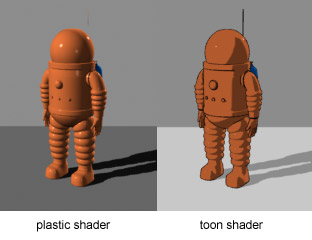
مثال لبدلة رائد فضاء مأخوذ عن قصة «Explorers on the Moon أو (بالعربية: مستكشفون على القمر)» من سلسلة مجلات «مغامرات تان تان»، مُطبق عليها تأثيرات التظليل الكرتوني، وكشف الحواف (يمين)، مقابل مُجسم مُطبق عليه تأثيرات الإضاءة الاعتيادية (يسار).

التظليل الكرتوني أو الظلال الكرتونية (بالإنجليزية: toon shading أو cel shading أو cell shading) هو نوع من أنواع التصيير الذي يهدف إلى عدم إبراز الواقعية للأجسام ثلاثية الأبعاد وجعلها تبدو مسطحة من خلال استخدام ألوان تظليلية أقل بدلاً من استخدام العديد من التدرجات اللونية [الإنجليزية] أو التظليلات والصبغات. يستخدم التظليل الكرتوني في الغالب لمحاكاة وتقليد الأسلوب المُستَخدَم في رسم القصص المصورة أو الأعمال الكرتونية، وإعطاء الشخصيات المُجسدة ملمسًا ورقيًا. هناك أيضًا تقنيات مشابهة يمكنها أن تجعل الصورة تبدو مثل الرسم التخطيطي (بالإنجليزية: sketch)، أو الزيتي، أو الحبر. يرجع تاريخ الاسم إلى أوراق السيلولويد (التي تسمى بـ cels في اللغة الإنجليزية، اختصارًا للسليلويد أو celluloid)، وهي أوراق شفافة مصنوعة من الأسيتات كانت تُطلَى لتُستخدم في صنع الأعمال ثنائية الأبعاد التقليدية.

## نظرة عامة

### سير العملية

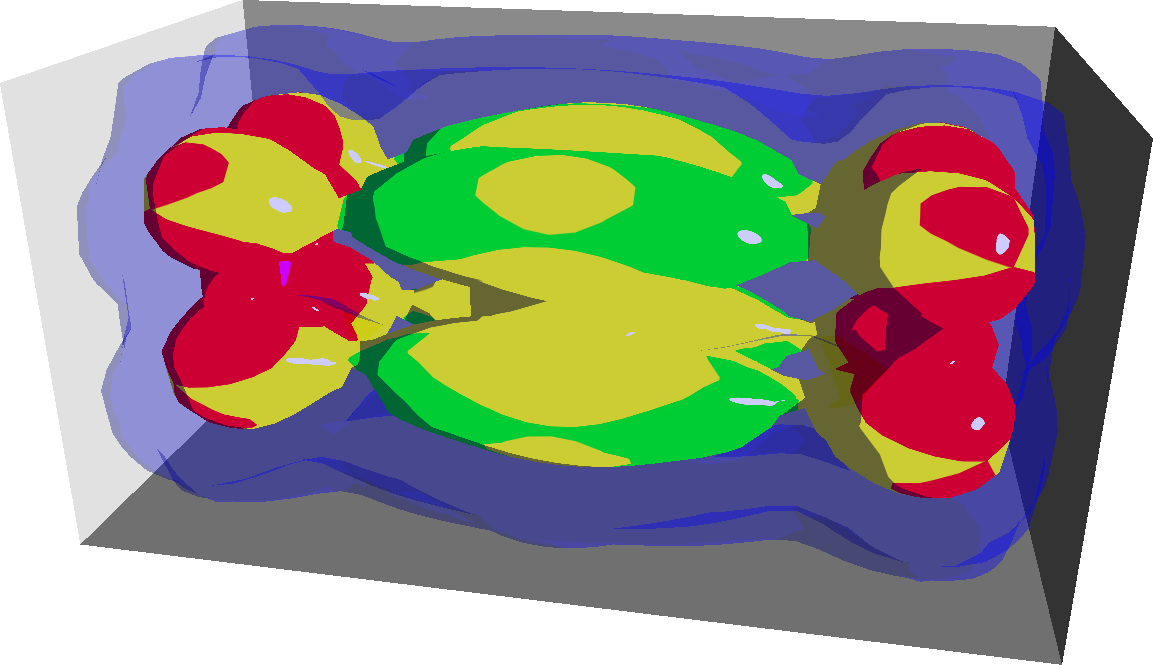
سطحان متساوين (isosurface) في الكثافة الاحتمالية ضمن محاكة لمجسم في صندوق، مطبق عليهما التصيير بأسلوب التظليل الكرتوني.

مجموعة من التكوينات الرسومية التي تأخُذ شكل الصدفة البحرية، ومُطبق عليها تأثيرات «التظليل الكرتوني»، صُممت داخل برنامج «ماثماتيكا» إصدار 13.1.

تبدأ عملية التظليل الكرتوني بنموذج ثلاثي الأبعاد تقليدي، حيث أن تصيير النماذج بأسلوب التظليل الكرتوني يختلف عن التصيير التقليدي من حيث استخدامه لأساليب الإضاءة غير الواقعية. فتحسب قيم الإضاءة التقليدية لكل بكسل ثم يتم تجزئتها إلى عدد صغير من الظلال المنفصلة ووضعها على المجسم لإنشاء تأثير «المظهر المسطح»، إذ تظهر الظلال والمعالم ككتل لونية منفصلة عوضًا عن مزجها مع بعضها في تدرجات لونية مختلفة.

### رسم الخطوط الحدودية للمجسمات

#### طريقة الإطار الشبكي
يمكن إنشاء الخطوط الحدودية السوداء (بالإنجليزية: Black Ink outlines) والخطوط المحيطية بالعديد من الطرق. واحدة من تلك الطرق هي تصيير حواف سوداء أكبر قليلاً من المجسم نفسه، ثم عكس أو قلب الـ "back-facing culling" («حساب الأشياء المرئية والمخفية»، هي خاصية تسمح برسم الوجوه الأمامية فقط للمجسم أثناء التصيير ثلاثي الأبعاد؛ آي بمعنى آخر تقسيم المجسم لأجزاء مرئية وغير مرئية والكشف عنها في مجال الرؤية)، ومن ثم القيام برسم المضلعات للأوجه الخلفية باللون الأسود، وذلك للحصول على صورة ظلية سوداء للكائن ثلاثي الأبعاد. ولتكبير تلك الصورة الظلية، يجدر إجراء التظليل على عدة طبقات. بعد رسم «الخطوط الحدودية»، يتم إرجاع المناطق غير المرئية إلى اللون الطبيعي لرسم وتطبيق الظلال والإكساءات (بالإنجليزية: textures) على المجسم. وأخيرًا، يتم إرسال الصورة إلى «صوان العمق» (بالإنجليزية: Z-buffering) (وذلك لفحص العمق)، حيث يتم وضع الظلال بشكل أعمق في المشهد. تأتي النتيجة في النهاية، بمجسم مرسوم بخطوط سوداء عريضة من الخارج مع خطوط محيطية من الداخل مكونةً في النهاية شكلًا يشبه رسومات القصص المصورة. من الشائع أن يستخدم مصطلح «cel-shading أو التظليل الكرتوني» للإشارة – بشكل خاص – إلى تطبيق عملية «تحديد الخطوط الحدودية للمجسمات» (بالإنجليزية: Outlining Process) المتبع استخدمها في الرسوم المتحركة والألعاب، ولكن في الواقع، فإن المصطلح يشير في الأصل لأسلوب المعالجة المعتمد على تسطيح المجسمات أو الصورة بشكلٍ عام، وذلك بغض النظر عمّا إذا قد طُبِّقَ تأثير «الخطوط الحدودية» أم لا.
مثال لمراحل تصيير مجسم لـ «إبريق شاي يوتاه» باستخدام التظليل الكرتوني:
1. تُرسم الوجوه الداخلية للمجسم بخطوط سوداء سميكة
2. يغطى المجسم بالكامل باستخدام لون واحد
3. تُطبق الظلال على المجسم ويتم تصييره باستخدام عدد محدود من الألوان

يمكن دمج الخطوة 2 و3 باستخدام خاصية «الإكساء المتعدد» (جزء من عملية تطبيق الإكساءات على المجسمات (بالإنجليزية: Texture mapping))

## استخدام التقنية في وسائل الإعلام المختلفة

### في ألعاب الفيديو
كانت أولى الألعاب التي استخدمت تلك التقنية هي «ورمز 2». ولكن كان أول استخدام فعلي للتقنية على لعبة ثلاثية الأبعاد هي «جيت سيت راديو» حصرية جهاز الدريم كاست، التي قامت بجذب الأنظار الإعلامية لها في معرض ألعاب طوكيو لعام 1999، وذلك لتميزها في تقديم أسلوب رسم مميز معتمد بشكل أساسي على تقنية «الظلال الكرتونية»، فقد كان لأسلوبه البصري المفعم بالحياة تأثيرًا دائمًا على استخدام تلك التقنية في صناعة ألعاب الفيديو القادمة. أتت بعدها لعبة «فير إفكت»، إحدى حصريات جهاز البلاي ستيشن التي استخدمت نفس التقنيات تقريبًا وصدرت قبل «جيت سيت راديو» بعدة أشهر، في الوقت التي صدرت فيه الأخيرة بمنتصف عام 2000. وقد توالَى من بعدها إطلاق عدة عناوين تميزت بأسلوب مشابه في الرسم وكان على رأس تلك القائمة: كلا لعبتي «ذا ليجند أوف زيلدا: ذا ويند وايكر» الصادرة في عام 2003 و«أوكامي» الصادرة في عام 2006.
على عكس غالبية الأنماط التي تهدف لإبراز الواقعية (مثل نمط «الفوتورياليزم»)، فإن نمط «الظلال الكرتونية» يُستَخدَم في الواقع لإضفاء بعض العناصر الفنية أو الخيالية على البيئة. يصف مخرج لعبة «أوكامي» السيد «هيداكي كاميا» أثناء تطويره للعبة، رؤيته تجاه النهج المتبع استخدمه في صناعة رسوميات اللعبة، قائلاً: "أردت أن أصنع عملاً يُجسِّد الجمال الطبيعي للريف الياباني... كي أخلق عالمًا باهرًا وجميلاً." ويتذكر المنتج للعبة آنذاك «أتسوشي إينابا» خلال مقابلة أجريت معه في عام 2004، عن قيام أستوديو «Clover Studios» على حد وصفه بـ "التخلي عن الأسلوب الواقعي فيما يتعلق بالرؤية البصرية" بالنسبة للعبة «أوكامي»، إذ أصبحت مستوحاة من الفن الياباني التقليدي.
تستخدم بعض أستوديوهات الألعاب أسلوب «التظليل الكرتوني» أثناء عملية التطوير لأسباب قد تتجاوز الرُؤى الفنية. فـ الرسوم التي تَستَخدم التظليل الكرتوني عادة ما تكون بسيطة من حيث المعلومات البصرية، ما قد يجعل التقنية مفيدة في بعض الاستعمالات. وكما هو الحال مع لعبة «ذا ليجند أوف زيلدا: ذا ويند وايكر»، فقد صرح «ساتورو تاكيزاوا» مطور اللعبة، بأن استعمالهم لذلك الأسلوب أعطى لديهم "القدرة على تمثيل العناصر وميكانيكيات الألغاز الموضوعة داخل اللعبة بطريقة أكثر سهولة في الفهم". وذلك خلاف ما يفعله الأسلوب التقليدي في التصيير المعتمد على إظهار الواقعية بشكل فائق، ويسمى ذلك الأسلوب في التصيير بـ «Photorealistic Graphics»، ويرى «تاكيزاوا» بأن أساليب التصيير المعتمدة على إبراز الواقعية تقوم بخلق العديد من المشاكل والتحديات، قائلاً: "كان من الممكن أن يكون لها تأثير سلبي يكمن في جعل المعلومات صعبة التمثيل".

### في الافلام
- مغامرات روكي وبولوينكل (2000)
- هوت ويلز: ورلد ريس – هو فيلم رسوم متحركة أمريكي موزع مباشرة عبر الأقراص، صدر الفيلم في عام 2003.
- أبلسد [الإنجليزية] – هو فيلم رسوم متحركة ياباني صدر في عام 2004.
- مسحة ضوئية داكنة – هو فيلم من عام 2006 مقتبس من رواية تحمل نفس الاسم للكاتب فيليب ك. ديك.
- موتافكاز – هو فيلم رسوم متحركة وخيال علمي فرنسي ياباني صدر عام 2017 ويستند إلى سلسلة للقصص المصورة تحمل نفس الاسم، الفيلم من إخراج غيوم «رن» رينارد.
- توم وجيري – هو فيلم رسوم متحركة أمريكي بأسلوب الحركة الحية صدر في عام 2021، ومبني على نفس الشخصيات الأصلية الذي قام بإنشائها كلا من ويليام هانا وجوزيف باربيرا.
- النمر الوردي – هو فيلم قادم من إخراج جيف فولر

### العروض التلفزيونية
- Molly, Star-Racer [الإنجليزية] – كانت حلقة تجريبية من إنتاج الاستوديو الفرنسي «سباركس أنيميشن ستوديوز [الإنجليزية]»، وتم إصدارها في عام 2001، وذلك قبل صدور المسلسل الأصلي في عام 2006.
- دراغون بوستر – هو مسلسل كندي أنتج من قِبل ستوديو «نيرد كوربس إنترتينمنت [الإنجليزية]»
- ماني الحرفاني – هو مسلسل تلفزيوني من إنتاج مشترك بين دولتي «الولايات المتحدة الأمريكية» و «كندا» ومخصص للأطفال، وقد أنتج من قِبل ستوديو «نيلفانا»، وصدر في عام 2006
- زد سكواد [الإنجليزية] – هو مسلسل تلفزيوني من إنتاج مشترك بين «كوريا الجنوبية» و «كندا» ويقع تحت التصنيف الفرعي «فتاة ساحرة»، قامت كلٍ مِن «Enemes» و «SBS» و «سي جي إنترتينمنت [الإنجليزية]» و «نيلفانا» بالمشاركة في إنتاج العمل
- صقور العاصفة – هو مسلسل كندي تلفزيوني صدر في عام 2007، وأنتج من قِبل ستوديو «نيرد كوربس إنترتينمنت»
- فريق الأشرار – هو مسلسل كندي تلفزيوني صدر في عام 2009، وأنتج من قِبل ستوديو «نيرد كوربس إنترتينمنت»
- باني مالوني – هو مسلسل تلفزيوني فرنسي صدر في عام 2009، ومن إنتاج «مون سكوب جروب [الإنجليزية]» و «فرنسا 2» و «Telegael»
- أيرون مان - الرجل الحديدي [الإنجليزية] – هو مسلسل تلفزيوني من إنتاج مشترك بين «الولايات المتحدة الأمريكية» و «فرنسا»، صدر في عام 2009 من قِبل ستوديو «مارفل أنيميشن [الإنجليزية]»
- القوى 5 – هو مسلسل كندي تلفزيوني صدر في عام 2009 وأنتج من قِبل ستوديو «نيرد كوربس إنترتينمنت» وستوديو «نيلفانا»
- الأصدقاء الأربعة [الإنجليزية] – هو مسلسل كندي تلفزيوني صدر في عام 2011 وأنتج من قِبل ستوديو «نيرد كوربس إنترتينمنت»
- ريغال أكاديمي [الإنجليزية] – هو مسلسل تلفزيوني إيطالي صدر في عام 2016، وأنتج من قِبل «رينبو إس. بي. إيه. [الإنجليزية]»
- ماذا لو...؟ – هو مسلسل تلفزيوني من إنتاج أستوديوهات مارفل ويقع بداخل «عالم مارفل السينمائي»، يصنف ذلك العمل من نوعية المسلسلات الأنثولوجية، وتدور أحداثه في أزمِنة بديلة مشابهة للزمن أو العالم الأساسي مع اختلاف الأحداث.[8]

## روابط خارجية
- مراجعة لعبة «جيت سيت راديو» على شبكة «IGN» اطلع عليها بتاريخ 4 أغسطس 2005
- GameDev.net – التظليل الكرتوني اطلع عليها بتاريخ 5 أغسطس 2005

(نسخة مأخوذة من واي باك مشين)
- sunandblackcat.com – التظليل الكرتوني اطلع عليها بتاريخ 7 أغسطس 2014
- tvtropes.org – التظليل الكرتوني اطلع عليها بتاريخ 2 ديسمبر 2014